# Ryue Nishizawa

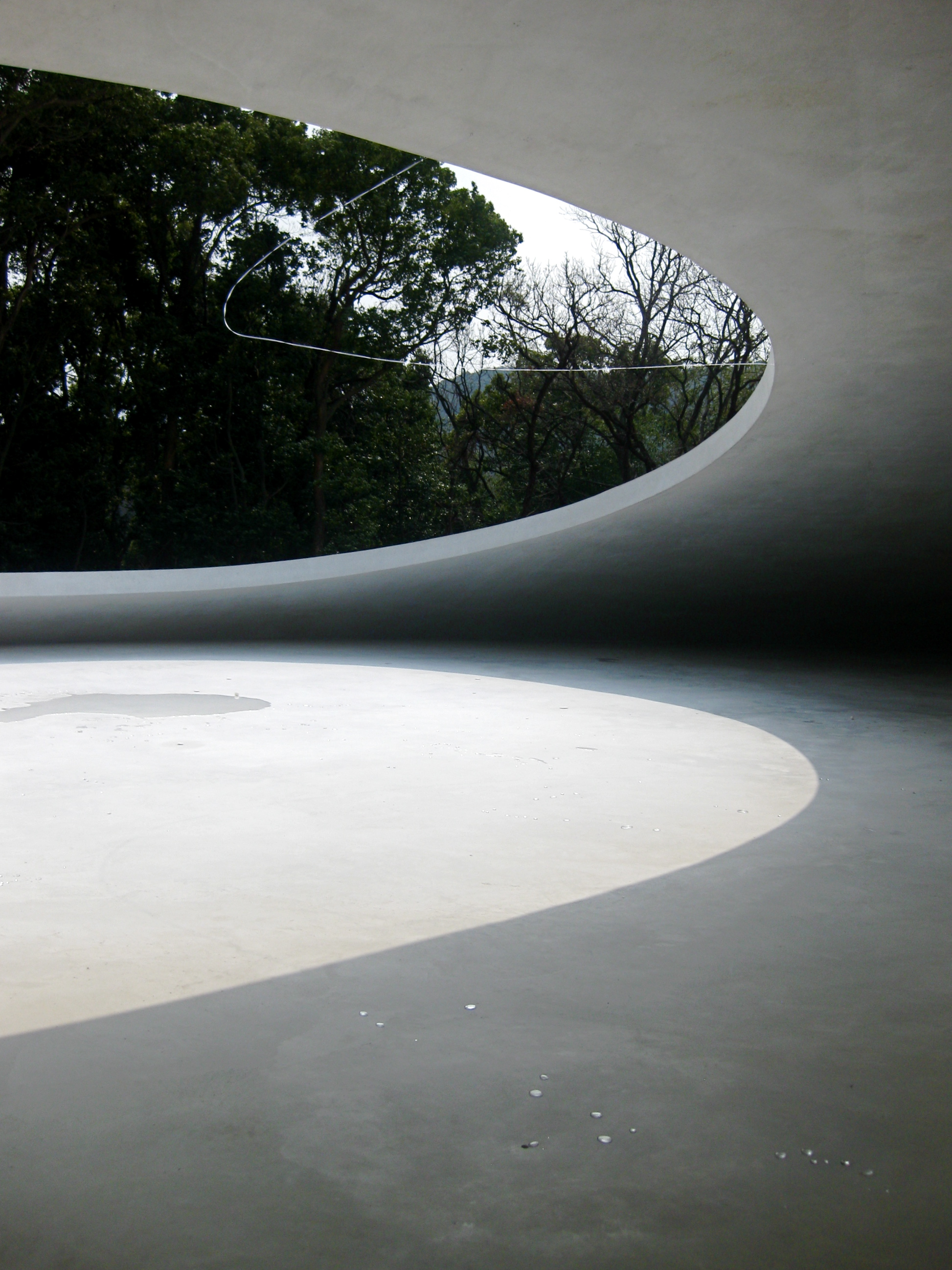
Teshima Museum på ön Teshima i Japan, av Ryue Nishizawa och Rei Naito.

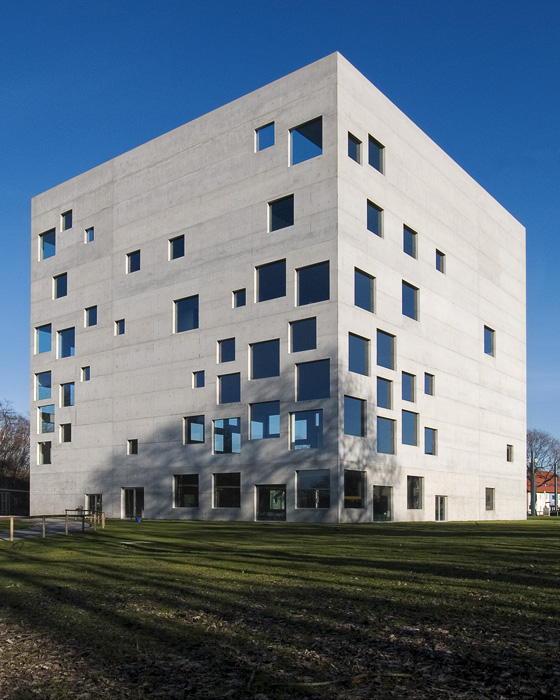
Zollverein-Kubus, Essen, Tyskland.

Ryue Nishizawa (西沢 立衛), född 1966 i Kanagawa prefektur, är en japansk arkitekt.
Ryue Nishizawa utbildade sig på Yokohama National University med examen 1990. År 1995 grundade han tillsammans med Kazuyo Sejima arkitektbyrån SANAA (Sejima and Nishizawa and Associates) i Tokyo. 
Ryue Nishizawa använder rena modernistiska element i sin formgivning. De har ofta rena och polerade ytor av glas, marmor och metall. Hon använder också ofta kvadrater och kuber i olika konstellationer. Han fick 2005 Schockpriset och 2010 Pritzker Prize tillsammans med Kazuyo Sejima.

## Verk i urval
- Takeo Head Office Store, Tokyo, 1999–2000
- Love Planet Museum, Okayama prefektur, 2003
- Video Pavillon, Kagawa prefektur, 2003–2010
- Museum för samtida konst, Kanazawa, 1999–2004
- Zollverein-Kubus, Essen, Tyskland, 2005
- Serpentine Gallery, London, 2009
- Naoshima Museum, Kagawa prefektur, 2005–2010
- Towada Museum, Aomori prefektur, 2005–2010
- Rolex Learning Center, École Polytechnique Fédérale de Lausanne, Lausanne, Schweiz, 2010

## Fotogalleri

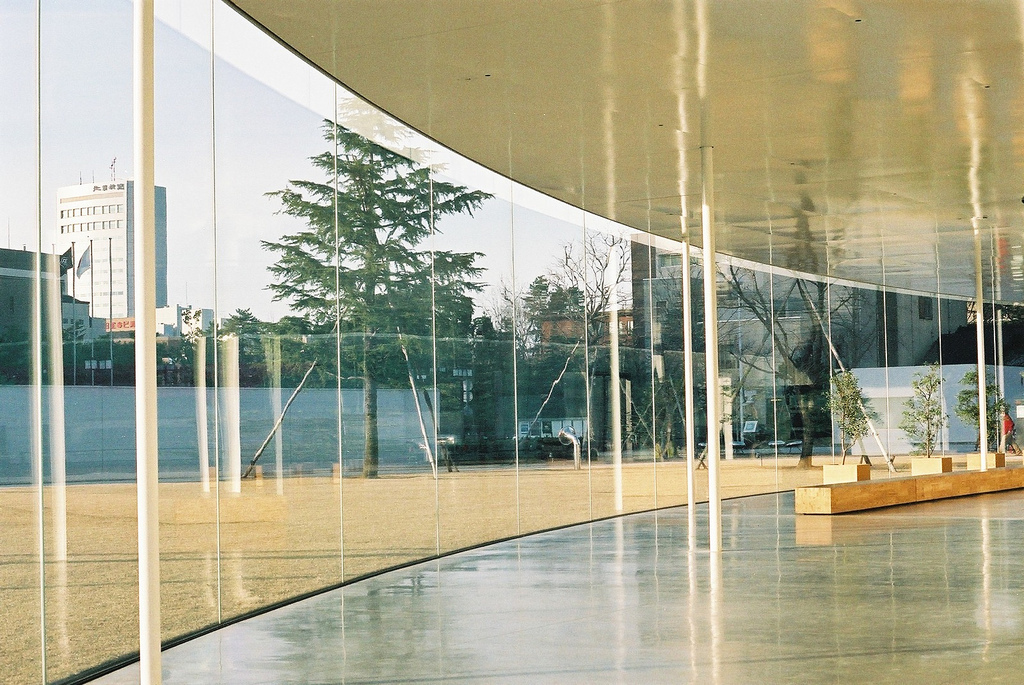
21st Century Museum of Contemporary Art, Kanazawa, 2004
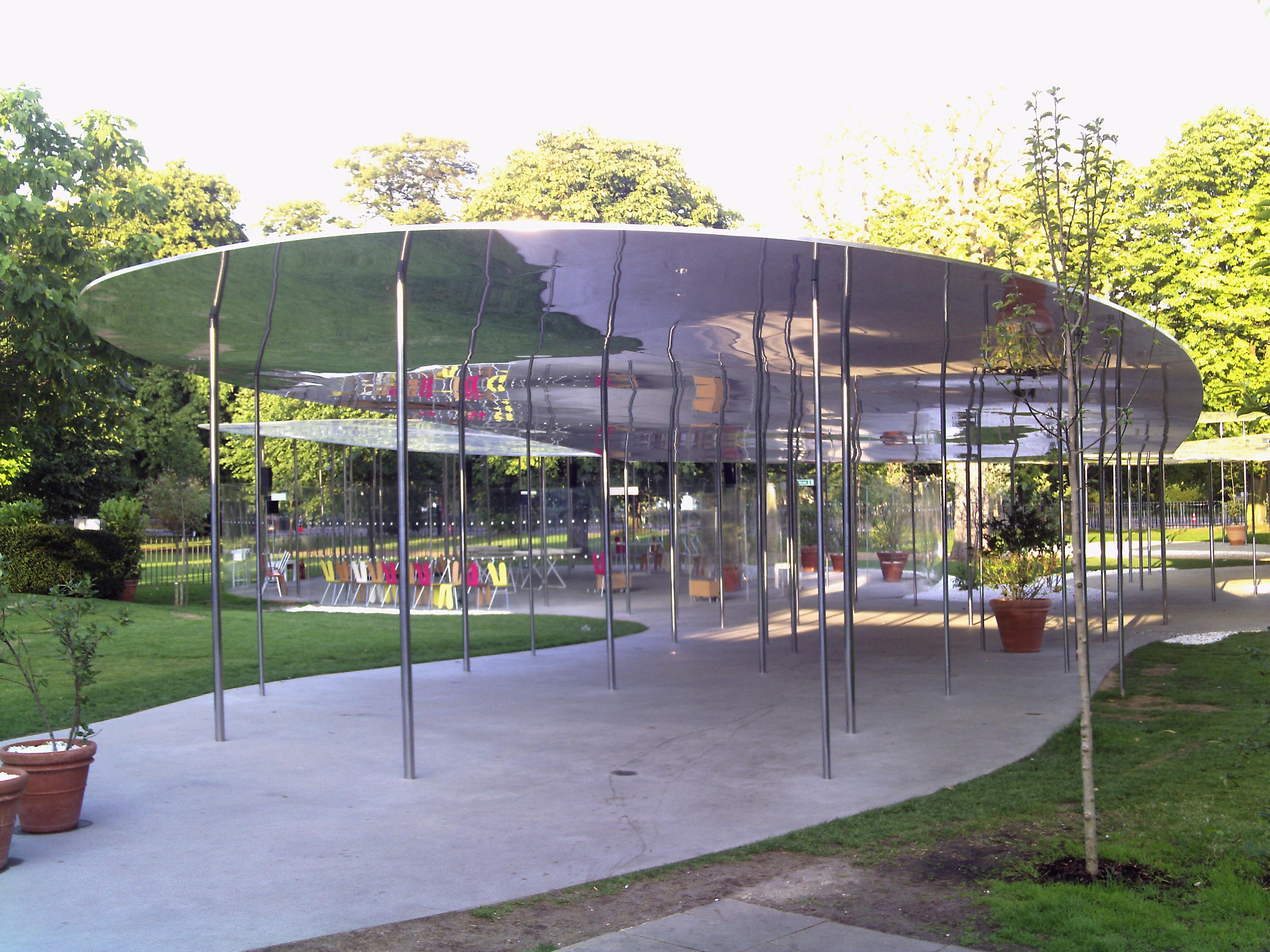
Serpentine Gallery Pavillon, London, 2009
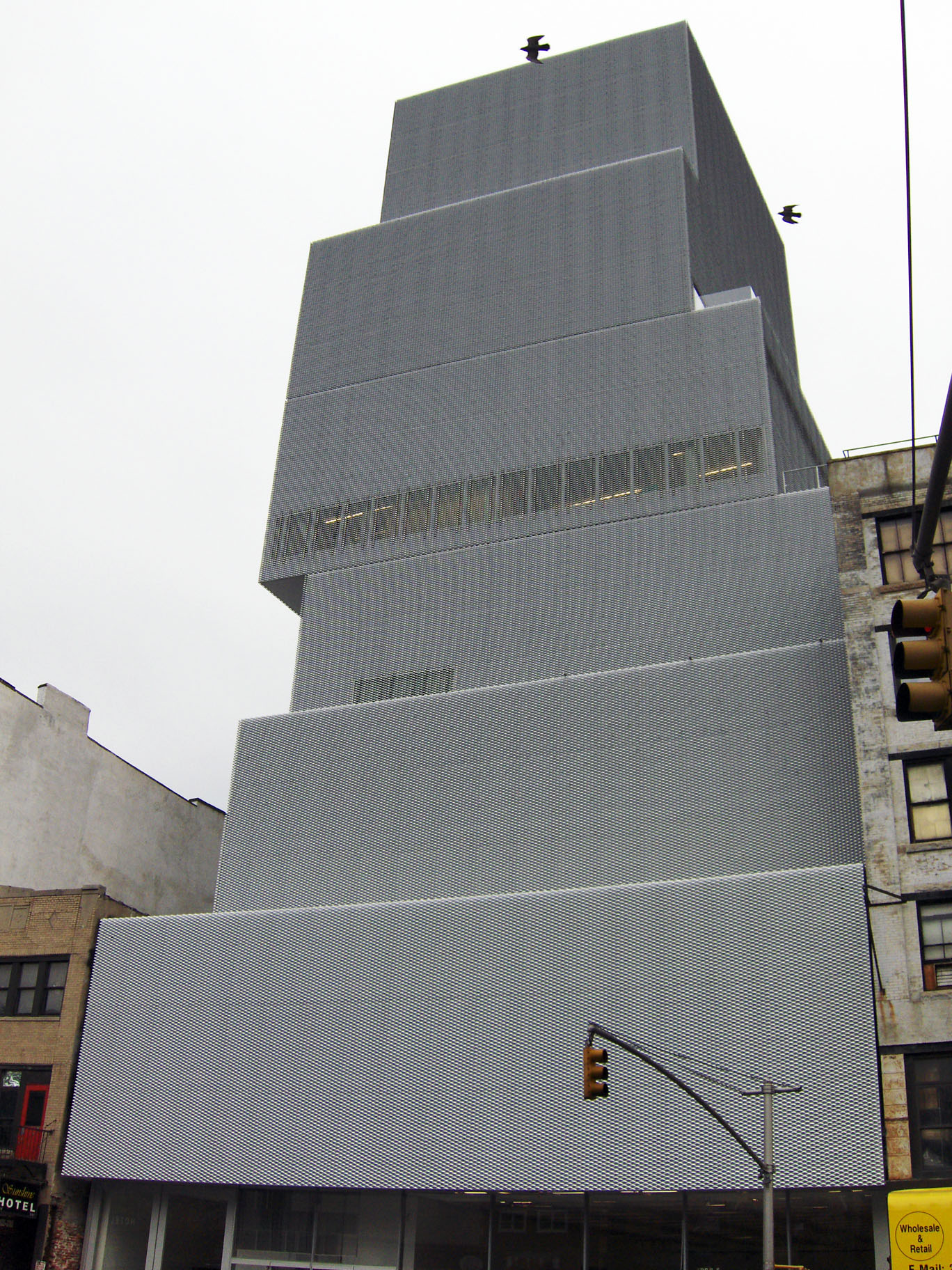
New Museum of Contemporary Art i New York
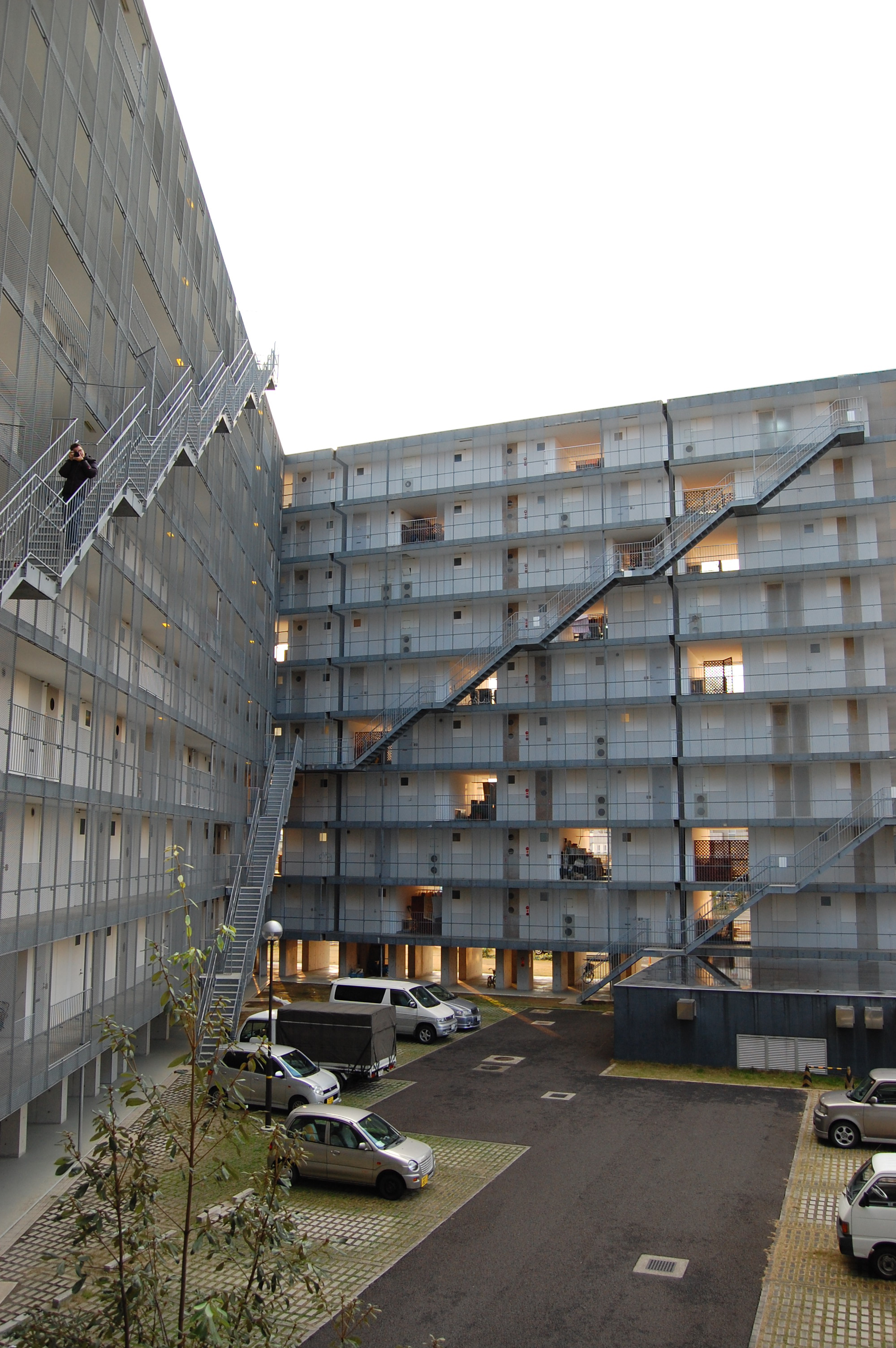
Kitagata Housing Project
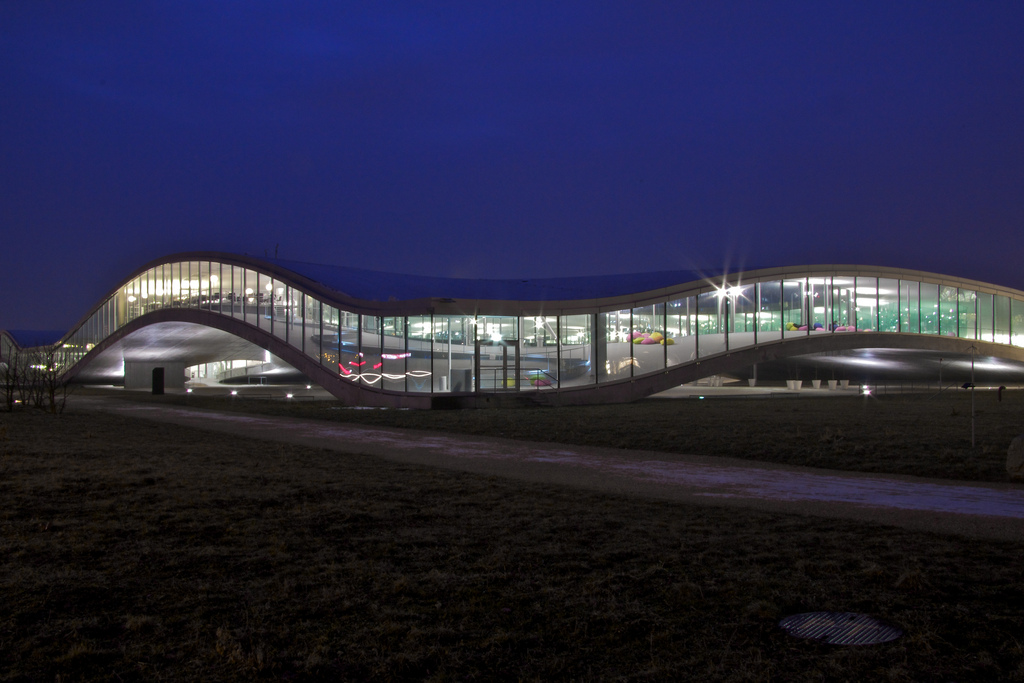
Rolex Learning Centre, Lausanne, Schweiz, 2010